# Jörg Klimpel
Jörg Klimpel (* 29. September 1956 in Ost-Berlin) ist ein ehemaliger deutscher Fußballspieler. In der höchsten Spielklasse des DDR-Fußballs, der Oberliga, spielte er für die SG Dynamo Dresden, die BSG Fortschritt Bischofswerda und die BSG Energie Cottbus. Der Fußballtorwart wurde im Jahr 1975 einmal in der DDR-Juniorennationalelf eingesetzt.

## Sportliche Laufbahn

### Gemeinschafts-, Club- und Vereinsstationen
Der Torwart begann bei der BSG Motor Lichtenberg organisiert Fußball zu spielen und wechselte im Januar 1968 zum Berliner FC Dynamo. Klimpel spielte im Übergang vom Junioren- zum Männerbereich von 1973/74 bis 1975/76 in der BFC-Reserve in der zweitklassigen Liga, bevor er zur Dynamo Dresden ging. Er zählte neben Claus Boden und Bernd Jakubowski zum Oberligaaufgebot der Dresdner für das Dynamo-Gehäuse, aber nahm zunächst hinter den beiden früheren Nachwuchsnationalspielern nur die Rolle des 3. Torhüters ein. 1978/79 gewann er mit der Zweitvertretung der Dynamos die Nachwuchsoberligameisterschaft.
Er debütierte in der Oberligasaison 1980/81 am 22. Spieltag in der höchsten Spielklasse. Beim 2:1-Sieg gegen die BSG Chemie Böhlen am 25. April 1981 stand er bei den Dynamos zwischen den Pfosten. Es folgten vier weitere Einsätze an den folgenden Spieltagen. In der Saison 1982/83 kam Klimpel nach einer Verletzung Jakubowskis auf 16 Spiele, auch weil Boden die Dresdner im Sommer 1982 verlassen hatte und sein Wert im Kader damit stieg. In diesem Spieljahr absolvierte er beide Partien der 1. Runde des Europapokals der Pokalsieger. Nach einem Sieg (3:2) im Hinspiel vor heimischen Publikum schied Dresden aufgrund der Auswärtstorregel gegen B.93 Kopenhagen nach der 1:2-Auswärtsniederlage in Dänemark aus dem Wettbewerb aus. Im Anschluss wurde er wieder zum Reservetorwart hinter Bernd Jakubowski.
1985 schloss Klimpel sich der BSG Fortschritt Bischofswerda, die in der Liga spielte. Umgehend stieg er als Stammtorwart (33 Einsätze) nach der Saison 1985/86 wieder in die Oberliga auf. Nach nur einer Spielzeit, in der Klimpel alle Spiele absolvierte, erfolgte der direkte Wiederabstieg. 1987 wurde er von der BSG Energie Cottbus verpflichtet, die zusammen mit Bischofswerda abgestiegen war. 1987/88 kam er auf 34 Ligaspiele und stieg mit Cottbus in die Oberliga auf. Dort absolvierte er nur die 13 Partien der Hinrunde und wechselte dann zur BSG Stahl Eisenhüttenstadt, wo er jedoch nur kurze Zeit blieb. Im Sommer 1989 wechselte Klimpel zur BSG Aktivist Schwarze Pumpe, für die er jedoch nur ein Spiel machte.
Später stand er noch beim SC Stettfeld und der TSV Viktoria Staffelbach 1925 im Tor. Aber im überregionalen Fußball tauchte der Torwart nach der Wende nicht mehr auf.

### Auswahleinsätze
Der BFC-Torwart war 1975 in der Schweiz hinter seinem Clubkollegen Reinhard Schwerdtner die Nummer 2 der DDR-Juniorenauswahl beim UEFA-Juniorenturnier, der inoffiziellen Europameisterschaft in dieser Altersklasse. Im Vorfeld des kontinentalen Championats wurde er einmal in der U-18 des DFV eingesetzt.